# Transiting Exoplanet Survey Satellite
Transiting Exoplanet Survey Satellite (TESS) er et rumobservatorium, der indgår i NASA's Explorers program, der leder efter exoplaneter ved hjælp af transitmetoden i et område, der er 400 gange større end det område, der blev dækket af Kepler-rumteleskopet.
TESS blev opsendt den 18. april 2018 fra Cape Canaveral (SLC-40) med løfteraketten Falcon 9 udviklet af SpaceX. Det forventes, at TESS finder mere end 20.000 exoplaneter; til sammenligning var ved opsendelsen opdaget ca. 3.800 exoplaneter.
TESS' primære mission er over en periode på to år være at lede efter exoplaneter omkring de mest lysende stjerner nær Jorden. TESS vil benytte en række forskellige kameraer for at undersøge himlen. Med TESS er det være muligt at skaffe data om masse, størrelse, massefylde og kredsløb også for mindre planeter, herunder klippeplaneter i den beboelige zone om moderstjernen.
TESS' fund bliver nærmere undersøgt af rumobservatoriet James Webb Space Telescope og af andre jordbaserede teleskoper.
TESS er i en stærkt elliptisk kredsløb om Jorden. Kredsløbet bringer TESS ud i en afstand, der svarer til Månens afstand fra Jorden.